# Едмонд Крамер
Едмонд Крамер (нім. Edmond Kramer, 8 грудня 1906, Женева — квітень 1945) — швейцарський футболіст, що грав на позиції півзахисника.
Виступав, зокрема, за клуби «Монпельє», «Уранію», «Лозанну», а також національну збірну Швейцарії.

## Клубна кар'єра
У дорослому футболі дебютував 1923 року виступами за команду «Ксамакс», в якій провів один сезон. 
Згодом з 1924 по 1927 рік грав у складі команд «Б'єн» та «Лунель Галлія».
В 1927 році приєднався до складу французького клубу «Монпельє». Відіграв за команду з однойменного міста наступні три сезони своєї ігрової кар'єри.
В 1930 році приєднався до клубу «Уранія» (Женева). В сезоні 1930-31 став з командою срібним призером чемпіонату Швейцарії. Ще одним значним успіхом «Уранії» стала перемога в представницькому Міжнародному турнірі до колоніальної виставки, що відбувся влітку 1931 року в Парижі. В чвертьфіналі швейцарський клуб з рахунком 3:0 обіграв одного з двох господарів змагань — паризький «Расінг». Далі команда з однаковим рахунком 2:1 обіграла головних фаворитів турніру — австрійську «Вієнну» у півфіналі і чехословацьку «Славію» у фіналі. Крамер зрівняв рахунок у фінальному матчі, а перемогу швейцарцям приніс гол югославського легіонера Секулича.
Наступний сезон провів у клубі «Лозанна», де здобув титул чемпіона Швейцарії 1932. Команда Крамера стала переможцем другого футбольного дивізіону Швейцарії. За тодішнім регламентом до фінального турніру чемпіонату країни потрапляли перші місця двох груп вищого дивізіону, переможець плей-оф для других місць і чемпіон другого дивізіону. В перших двох турах «Лозанна» зіграла внічию з «Грассгоппером» (2:2) і «Уранією» (1:1). В третьому турі клуб зустрічався з «Цюрихом», що на той момент мав дві перемоги. Крамер забив два голи, а «Лозанна» виграла з рахунком 4:2, тому виникла ситуація, коли обидві команди набрали однакому кількість очок. Для визначення чемпіона був призначений додатковий матч між цими ж суперниками, що відбувся через тиждень 3 липня 1932 року. «Лозанна» вдруге обіграла «Цюрих» з рахунком 5:2 (Крамер забив один гол) і стала чемпіоном. Такий формат змагань проіснував лише два роки, тому «Лозанна» стала єдиним клубом, що має в своєму розпорядженні рідкісне досягнення — перемогу в чемпіонаті Швейцарії, будучи представником другого дивізіону.
Протягом 1932—1937 років захищав кольори швейцарських і французьких клубів «Серветт», «Ніцца», «Віллеурбанне» та «Ам'єн». Завершив ігрову кар'єру у команді «Олімпік» (Алес), за яку виступав протягом 1937—1938 років.

## Виступи за збірну
1924 року дебютував в офіційних матчах у складі національної збірної Швейцарії в товариському матчі проти збірної Франції (3:0).
У складі збірної був учасником футбольного турніру на Олімпійських іграх 1924 року в Парижі, де разом з командою здобув «срібло». Зіграв лише в одному матчі: переграванні проти Чехословаччини (1:0).
Загалом протягом кар'єри у національній команді, яка тривала 9 років, провів у її формі 10 матчів, забивши 1 гол.
Помер 1 січня 1945 року на 39-му році життя.

## Титули і досягнення
- Срібний олімпійський призер (1):

Швейцарія: 1924
- Чемпіон Швейцарії (1):

«Лозанна»: 1931-1932
- Переможець Міжнародного турніру до колоніальної виставки

«Уранія»: 1931